# Banderwad, Afzalpur
Banderwad là một làng thuộc tehsil Afzalpur, huyện Gulbarga, bang Karnataka, Ấn Độ.